# Everybody Hurts
"Everybody Hurts" là ca khúc của R.E.M., vốn được phát hành trong album 1992 Automatic for the People và được phát hành dạng Đĩa đơn 1993. Nó đạt đến vị trí #29 trên Billboard Hot 100, #7 trên UK Singles Chart và #3 trên French Singles Chart.

## Danh sách track
Tất cả bài hát do Bill Berry, Peter Buck, Mike Mills và Michael Stipe sáng tác, trừ khi có chú thích.

### US 7" and CD Single
1. "Everybody Hurts" – 5:20
2. "Mandolin Strum" – 3:26

### "Collector's Edition" CD 1 (UK)
1. "Everybody Hurts" (edit) – 4:57
2. "New Orleans Instrumental No. 1" (Long Version) – 3:29
3. "Mandolin Strum" – 3:26

### "Collector's Edition" CD 2 (UK)
1. "Everybody Hurts" (edit) – 4:57
2. "Chance (Dub)" – 2:36
3. "Dark Globe" (Syd Barrett) – 1:51

### DE CD Single
1. "Everybody Hurts" (edit) – 4:57
2. "Mandolin Strum" – 3:26
3. "Chance (Dub)" – 2:36
4. "Dark Globe" (Barrett) – 1:51

### US 12" and CD Maxi-Single 1
1. "Everybody Hurts" (edit) – 4:57
2. "Mandolin Strum" – 3:26
3. "Belong" (live)[1] – 4:32
4. "Orange Crush" (live)[2] – 4:00

### US 12" and CD Maxi-Single 2
1. "Everybody Hurts" (edit) – 4:57
2. "Star Me Kitten" (demo) – 3:05
3. "Losing My Religion" (live)[1] – 4:55
4. "Organ Song" – 3:25

### UK cassette single
1. "Everybody Hurts" – 5:20
2. "Pop Song '89" – 3:03

### UK and DE 7" single
1. "Everybody Hurts" (edit) – 4:46
2. "Pop Song '89" – 3:03

## Bảng xếp hạng
Đĩa đơn bán được 205.000 bản tại Vương quốc Anh.
| Bảng xếp hạng (1993)               | Vị trí cao nhất |
| ---------------------------------- | --------------- |
| Australian ARIA Singles Chart      | 6               |
| Canadian Singles Chart             | 8               |
| French Singles Chart               | 3               |
| Irish Singles Chart                | 6               |
| UK Singles Chart                   | 7               |
| U.S. Billboard Hot 100             | 29              |
| U.S. Modern Rock Tracks            | 21              |
| U.S. Mainstream Top 40 (Pop Songs) | 13              |
| Bảng xếp hạng (2010)               | Vị trí cao nhất |
| UK Singles Chart                   | 90              |

## Phiên bản cover
- Paul Anka
- Feeder
- The Corrs
- Bonnie Tyler
- Alex Parks
- Joe Cocker
- Paul Potts
- Patti Smith
- Tina Arena
- DJ Sammy
- David Hobson
- Dashboard Confessional
- Marillion
- The Coconutz
- Meat Puppets
- Russian Singer Zemfira
- Diana Vickers
- G4
- Ariane Moffat
- Lee DeWyze

## Đĩa đơn từ thiện của Helping Haiti

### Nghệ sĩ
Các nghệ sĩ tham gia ca khúc (theo thứ tự xuất hiện):
- Leona Lewis
- Rod Stewart
- Mariah Carey
- Cheryl Cole
- Mika
- Michael Bublé
- Joe McElderry
- Miley Cyrus
- James Blunt
- Gary Barlow (Take That)
- Mark Owen (Take That)
- Jon Bon Jovi
- James Morrison
- Alexandra Burke
- Jason Orange (Take That)
- Susan Boyle
- JLS
- Shane Filan (Westlife)
- Mark Feehily (Westlife)
- Kylie Minogue
- Robbie Williams
- Kian Egan (Westlife)
- Nicky Byrne (Westlife)

### Track 2010
1. "Everybody Hurts" – 5:24
2. "Everybody Hurts" (phối khác) – 5:35

### Bảng xếp hạng
| Bảng xếp hạng (2010)            | Vị trí cao nhất |
| ------------------------------- | --------------- |
| Úc (ARIA)                       | 28              |
| Áo (Ö3 Austria Top 40)          | 23              |
| Canada (Canadian Hot 100)       | 59              |
| Đức (GfK)                       | 16              |
| Ireland (IRMA)                  | 1               |
| Tây Ban Nha (PROMUSICAE)        | 39              |
| Thụy Điển (Sverigetopplistan)   | 21              |
| New Zealand (Recorded Music NZ) | 17              |
| Thụy Sĩ (Schweizer Hitparade)   | 16              |
| Anh Quốc (OCC)                  | 1               |